# 相川鐵崖
相川 鐵崖（あいかわ てつがい、1937年3月30日 - 2023年10月19日）は、書家、書学者、美術史家、芸術家。東京学芸大学名誉教授。本名は相川 政行（あいかわ まさゆき）。

## 経歴
相川岩吉・志なの七人兄弟の三男として、神奈川県久良岐郡六浦荘村で生まれる。横浜市出身。1955年、横浜市立金沢高等学校卒業、1959年、東京学芸大学中等教育特別教科教員養成課程書道科卒業、1960年、同大学専攻科（芸術・書道専攻）修了。
1961年、神奈川県立横浜緑ケ丘高等学校教諭、1977年、東京学芸大学教育学部助手。その後、専任講師、助教授を経て、1987年教授、2000年名誉教授。この間、法政大学通信教育部非常勤講師、日本大学文理学部非常勤講師、東京大学東洋文化研究所内地研究員など、また山東大学客員教授、西安交通大学客員教授などを務める。2000年、立正大学文学部教授。大学院と併せ、7年ほど同大学にて教鞭を取る。
1968年より毎日書道展に出品、1987年に同会審査会員。1980年、忍冬書道会を結成。1990年より雅涎会書展に出品。全日本書写書道教育研究会副理事長、顧問などを務める。日本鄭板橋学会顧問。書学書道史学会、全国大学書道学会、日本中国文化交流協会、仏教文学会会員。2001年に中華人民共和国雲南省箇旧市名誉市民。
2023年10月19日に神奈川県横須賀市の高齢者施設で死去。86歳没。死没日付をもって従四位に叙され、瑞宝小綬章を追贈された。

## 著書
- 単著
  - 『游芸約言評釈 - 劉熙載の人物と書論』（文化書房博文社 、1974年）
  - 『書道史概説』（編著）（柳原書店、1984年）ISBN 978-4-840930017
  - 『中国書道史蹟探訪』（木耳社、1996年） ISBN 978-4-839316587
  - 『相川鐵崖作品集』（相川鐵崖、訪華展・退官記念展実行委員会、公和美術、1999年）
  - 『相川鐵崖古希記念 書学論文集』（相川鐵崖古稀記念書学論文集編集委員会編、木耳社、2007年）ISBN 978-4-839319311
- 監修
  - 『書法の美』  (二玄社 2002年）ISBN 978-4-544-01468-6
- 共著
  - 良寛を旅する-日本墨跡系図中の良寛の書について. 短歌新聞社. 1975
  - 相馬御風著作集 別巻Ⅱ-御風の書. 名著刊行会. 1981
  - 昭和61年9月国語科書写教育法・小学校国語科書写、理論篇・教育出版
  - 昭和61年9月現代書写字典・かな篇・教育出版
  - 昭和61年1月文部省検定済教科書、新訂小学書き方、改訂小学書き方・教育出版
  - 昭和62年1月文部省検定済教科書、新訂中学書き方、改訂中学書き方・教育出版
  - 『図解 実用かな字典』（阿保直彦との共編）（木耳社、1987年） ISBN 978-4-839304416
  - 『図解 ひらがなの書き方 - 附・カタカナ』（阿保直彦との共編）（木耳社、2012年）ISBN 978-4-8393-2157-4